# Philodromus bistigma
Philodromus bistigma es una especie de araña cangrejo del género Philodromus, familia Philodromidae. Fue descrita científicamente por Simon en 1870.